# کاتلا (ماهی)
ماهی کاتلا (نام علمی: Catla catla) نام یک گونه از خانواده کپورماهیان است. این ماهی دارای سر بزرگ و برجسته می‌باشد. دهان تقریباً فوقانی گرد و بزرگ، بدون برجستگی و فاقد سبیلک دارد. باله پشتی ۱۶-۱۴ شعاع دارد. این ماهی با استفاده از خارهای آبششی بزرگ، از زئوپلانکتون های سطح استخر تغذیه می‌کند. لاروهای ۲۰-۱۵ میلی متری این ماهی، هم از زئوپلانکتون‌ها و هم فیتوپلانکتونها تغذیه می‌کنند. این ماهی حداکثر ۸/۱ متر طول و ۴۵ کیلوگرم وزن پیدا می‌کند و در میان کپورهای هندی از گونه‌هایی است که رشد سریعی دارد. در سال اول رشد، طول آن به ۳۵-۳۴ سانتی متر و وزن آن به ۵/۱-۲ کیلوگرم می‌رسد. در دو سالگی بالغ می‌شود و به طور طبیعی در طی فصول بارندگی در رودخانه‌ها تخم‌ریزی می‌کند. تخم‌های این ماهی غیر چسبنده و در آب شناورند. البته تکثیر مصنوعی این ماهی با تزریق هیپوفیز امکان پذیر است. این ماهی به طور گسترده‌ای در شمال هندوستان، پاکستان، بنگلادش و برمه پراکندگی دارد.